# Ringló
El río Ringló, en el universo imaginario de Tolkien, es un río del sur de Gondor. Nace en las Ered Nimrais en “(…)un elevado campo de nieve que alimentaban un helado lago de montaña…” que “(…)en las temporadas de deshielo se propagaba hasta un lago poco profundo…”; por lo que una de las características del río era que sus aguas eran muy frías. El Ringló vuelca sus aguas rápidas y heladas, hacia el sudoeste y se une al Morthond para desembocar en el mar en un pequeño estuario, en donde se halla el antiguo puerto élfico de Edhellond y a unas cincuenta millas, de los muros de Dol Amroth, en la Bahía Puerto Cobas. En su largo recorrido recibe el aporte de muchos ríos provenientes de distintos puntos de las Montañas del Cuerno Blanco; los más importantes de todos ellos son, el río Ciril que desciende desde el sudoeste y un río sin nombre en los mapas publicados, que desciende de un largo y profundo brazo de las Montañas Blancas, ubicado al este del Ringló; un poco al sur de la desembocadura de este río existe un vado por donde cruzó la Compañía Gris. 

## Etimología del nombre
El origen Sindarin del nombre parece estar dado por la frialdad de sus aguas, porque el elemento _Ring_ proveniente de la raíz RINGI que significa "Frío". En cuanto al elemento _*lô_, según Tolkien, no hay constancia de pantanos en su curso, como parecería indicar ese elemento; como es el caso de Gwathló, por lo tanto postula que podría derivar de “(…)la forma del S. loen, T. lognma habría sido *lóna, idéntica a lóna ‘estanque, laguna’…”, raíz LON, refiriéndose a ese lago que se forma en sus fuentes en las temporadas de deshielo.
- Datos: Q9069358